# Dorsal
A maioria dos animais metazoários apresentam algum tipo de diferenciação entre duas faces do corpo e orientam a sua posição de acordo com essas duas partes: a parte dorsal e a parte ventral.
A parte dorsal ou dorso (ou "costas") está geralmente mais protegida que a ventral por um esqueleto interno ou externo, por isso é a parte que o animal expõe mais. Os animais terrestres apresentam geralmente a parte dorsal para o sol, enquanto que a parte ventral, que necessita maior proteção, fica virada para o solo.